# Nordiska administrativa förbundet
Nordiska administrativa förbundet är ett förening instiftad 1918 med uppgift att sammanföra ämbetsmän i Danmark, Finland, Island, Norge och Sverige till möten och överläggningar samt att verka för enhetlighet och reformer inom ländernas administrationer.
Från 1919 utgav man kvartalstidskriften Nordisk administrativ tidskrift.